# Seguenzioidea
Seguenzioidea  Verrill, 1884 è una superfamiglia  di molluschi gasteropodi della sottoclasse Vetigastropoda. È la sola superfamiglia dell'ordine Seguenziida.

## Descrizione
Le conchiglie dei Seguenzioidi hanno uno strato interno madreperlaceo e una protoconca trocoide e di solito hanno seni labrali. Uno strato madreperlaceo è ampiamente riconosciuto come carattere plesiomorfo all'interno del Gastropoda a causa della sua presenza nei Monoplacophora e nei membri primitivi dei Cephalopoda e Bivalvia, mentre la presenza di seni labrali è da considerarsi autapomorfo. La radula è ripidoglossa, cioè formata da un grande dente centrale e simmetrico, fiancheggiato su ciascun lato da numerosi denti laterali.
L'epipodio porta 1-10 tentacoli epipodiali su ciascun lato ma manca di organi di senso epipodiali; i tentacoli epipodiali sono distintamente ciliati (micro papillato) in Fluxinella e Guttula. Mancano le falde cefaliche e lobi del collo, ma in Sericogyra metallica, Sericogyra periglenes, Asthelys antarctica e Halystes chimaera hanno un ammasso di piccoli tentacoli vicino alla base del tentacolo cefalico sinistro che potrebbero rappresentare un rudimentale lobo sinistro del collo.

## Tassonomia
La superfamiglia Seguenzioidea comprende 14 famiglie di cui 6 estinte:
- Famiglia Cataegidae McLean & Quinn, 1987
- Famiglia Chilodontaidae Wenz, 1938
- Famiglia Choristellidae Bouchet & Warén, 1979
- Famiglia Eucyclidae Koken, 1896
- Famiglia † Eucycloscalidae Gründel, 2007
- Famiglia Eudaroniidae Gründel, 2004
- Famiglia † Eunemopsidae Bandel, 2010
- Famiglia † Lanascalidae Bandel, 1992
- Famiglia † Laubellidae Cox, 1960
- Famiglia Pendromidae Warén, 1991
- Famiglia † Pseudoturcicidae Bandel, 2010
- Famiglia † Sabrinellidae Bandel, 2010
- Famiglia Seguenziidae Verrill, 1884
- Famiglia Trochaclididae Thiele, 1928